# Lotus 77
Lotus 77 (od nazwy głównego sponsora także John Player Special Mk II) – samochód Formuły 1, zaprojektowany w 1976 roku przez Colina Chapmana, Geoffa Aldridge'a i Martina Ogilvie i wystawiony na sezon 1976.

## Historia
Samochód był następcą Lotusa 76, który z kolei był następcą Lotusa 72. Model 76 w porównaniu do 72 miał zmodyfikowaną aerodynamikę, lżejsze podwozie, dłuższy rozstaw osi i węższy, niższy monocoque. Miał także dwupłatowy tylny spojler, co miało na celu zwiększenie docisku i stabilności. Samochód nie odnosił dobrych wyników, nawet w wersji "B", w której zastosowano powiększone sekcje boczne i lepsze chłodzenie.
Lotus 77, napędzany silnikiem Cosworth DFV, miał lżejsze i mniejsze monocoque z aluminium. Model miał poprawioną aerodynamikę, a chłodnice zostały przeniesione, by samochód był lepiej chłodzony. Początkowo hamulce znajdowały się wewnątrz pojazdu, ale później zostały przeniesione na zewnątrz. Samochód mógł być w pełni regulowany, mogąc mieć różne ustawienia, rozstaw osi i szerokość. Wloty powietrza bo obu stronach głowy kierowcy zostały zastosowane także w Lotusie 78.
Podstawowymi kierowcami samochodu byli Mario Andretti i Gunnar Nilsson. Model 77 odnosił lepsze wyniki niż poprzednik. Inżynierowie Lotusa w trakcie sezonu przyspieszyli badania i rozwój modelu 78, mogąc później ponownie pracować nad rozwojem 77. W efekcie tego w połowie sezonu wyniki się poprawiły, w wyniku czego Andretti był trzeci w Holandii i Kanadzie. W ostatnim wyścigu sezonu, Grand Prix Japonii, Andretti wygrał, dublując wszystkich kierowców, w tym nowego mistrza świata, Jamesa Hunta.

## Wyniki w Formule 1
| Legenda oznaczeń w tabelach wyników Wyświetl szablon na nowej stronie | Legenda oznaczeń w tabelach wyników Wyświetl szablon na nowej stronie                                                                     |
| Oznaczenie                                                            | Wyjaśnienie |
| --------------------------------------------------------------------- | --- |
| Złoty                                                                 | Zwycięzca lub mistrzostwo |
| Srebrny                                                               | 2. miejsce lub wicemistrzostwo |
| Brązowy                                                               | 3. miejsce lub II wicemistrzostwo |
| Zielony                                                               | Ukończył, punktował (w klasyfikacji generalnej, gdy zdobył co najmniej jeden punkt na przestrzeni sezonu, poza trzema powyższymi opcjami) |
| Niebieski                                                             | Ukończył, nie punktował (w klasyfikacji generalnej, gdy nie zdobył co najmniej jednego punktu na przestrzeni sezonu)                      |
| Czerwony                                                              | Nie zakwalifikował się (NZ) |
| Czerwony                                                              | Nie prekwalifikował się (NPK) |
| Różowy                                                                | Nie ukończył (NU) |
| Różowy                                                                | Niesklasyfikowany (NS) (w klasyfikacji generalnej, gdy nie został sklasyfikowany w żadnym wyścigu sezonu)                                 |
| Czarny                                                                | Zdyskwalifikowany (DK) |
| Czarny                                                                | Wykluczony (WYK/EX) |
| Biały                                                                 | Nie wystartował (NW) |
| Biały                                                                 | Kontuzjowany (K/INJ) |
| Biały                                                                 | Wyścig odwołany (OD/C) |
| Bez koloru                                                            | Został wycofany (WYC/WD) |
| Bez koloru                                                            | Nie przybył (NP/DNA) |
| Bez koloru                                                            | Nie brał udziału w treningach (NT/DNP) |
| Bez koloru                                                            | Nie został zgłoszony (–) |
| Pogrubienie                                                           | Start z pole position |
| Kursywa                                                               | Najszybsze okrążenie wyścigu |
| †                                                                     | Nie ukończył, ale jego rezultat został zaliczony ze względu na przejechanie więcej niż 90% dystansu wyścigu.                              |
| *                                                                     | Sezon w trakcie |
| 1/2/3                                                                 | Punktowana pozycja w sprincie kwalifikacyjnym                                                                                             |
| Lista systemów punktacji Formuły 1                                    | |

| Sezon | Zespół                 | Silnik  | Op. | Kierowcy        | Wyniki w poszczególnych eliminacjach | Wyniki w poszczególnych eliminacjach | Wyniki w poszczególnych eliminacjach | Wyniki w poszczególnych eliminacjach | Wyniki w poszczególnych eliminacjach | Wyniki w poszczególnych eliminacjach | Wyniki w poszczególnych eliminacjach | Wyniki w poszczególnych eliminacjach | Wyniki w poszczególnych eliminacjach | Wyniki w poszczególnych eliminacjach | Wyniki w poszczególnych eliminacjach | Wyniki w poszczególnych eliminacjach | Wyniki w poszczególnych eliminacjach | Wyniki w poszczególnych eliminacjach | Wyniki w poszczególnych eliminacjach | Wyniki w poszczególnych eliminacjach | Pkt. | Msc. |
| ----- | ---------------------- | ------- | --- | --------------- | ------------------------------------ | ------------------------------------ | ------------------------------------ | ------------------------------------ | ------------------------------------ | ------------------------------------ | ------------------------------------ | ------------------------------------ | ------------------------------------ | ------------------------------------ | ------------------------------------ | ------------------------------------ | ------------------------------------ | ------------------------------------ | ------------------------------------ | ------------------------------------ | ---- | ---- |
| 1976  | John Player Team Lotus | Ford V8 | G   |                 | BRA                                  | ZAF                                  | USW                                  | ESP                                  | BEL                                  | MCO                                  | SWE                                  | FRA                                  | GBR                                  | DEU                                  | AUT                                  | NLD                                  | ITA                                  | CND                                  | USA                                  | JPN                                  | 29   | 4    |
| 1976  | John Player Team Lotus | Ford V8 | G   | Ronnie Peterson | NU                                   |                                      |                                      |                                      |                                      |                                      |                                      |                                      |                                      |                                      |                                      |                                      |                                      |                                      |                                      |                                      | 29   | 4    |
| 1976  | John Player Team Lotus | Ford V8 | G   | Bob Evans       |                                      | 10                                   | NZ                                   |                                      |                                      |                                      |                                      |                                      |                                      |                                      |                                      |                                      |                                      |                                      |                                      |                                      | 29   | 4    |
| 1976  | John Player Team Lotus | Ford V8 | G   | Mario Andretti  | NU                                   |                                      |                                      | NU                                   | NU                                   |                                      | NU                                   | 5                                    | NU                                   | 12                                   | 5                                    | 3                                    | NU                                   | 3                                    | NU                                   | 1                                    | 29   | 4    |
| 1976  | John Player Team Lotus | Ford V8 | G   | Gunnar Nilsson  |                                      | NU                                   | NU                                   | 3                                    | NU                                   | NU                                   | NU                                   | NU                                   | NU                                   | 5                                    | 3                                    | NU                                   | 13                                   | 12                                   | NU                                   | 6                                    | 29   | 4    |